# Tuktoyaktuk
Tuktoyaktuk eller Tuktuyaaqtuuq er en Inuvialuitisk bebyggelse i Inuvik Regionen af Northwest Territories i Canada. Stednavnets første stavelse – Tuk – er det mest udbredte at benytte. Bebyggelsen var tidligere kendt som Port Brabant, og ligger nord for Polarkredsen tæt ved Mackenzie Rivers udløb i Kugmallitbugten i Ishavet og Pingo National Landmark. Tuktoyaktuk havde 870 indbyggere i 2006 og ligger ved den artiske trægrænse.